# Lotte Pulewka
Lotte Pulewka (eigentlich Charlotte Pulewka; * 16. Juli 1893 in Elbing, Westpreußen; † 6. November 1966 in Potsdam) war eine deutsche Sozialistin, die in Folge der revolutionären Unruhen im Jahre 1919 sowohl dem späteren Reichstagsabgeordneten und Begründer des Roten Soldatenbundes (RSB) Willi Budich sowie dem späteren und einzigen Präsidenten der DDR Wilhelm Pieck zur Flucht aus ihrer jeweiligen Haft verhalf.

## Leben

### Ausbildung und Novemberrevolution
Pulewka war die Tochter eines Apothekers und die Schwester des Pharmakologieprofessors Paul Pulewka. Von 1900 bis 1910 besuchte sie das Lyzeum in Elbing und studierte von 1911 bis 1914 an den Lehrerseminaren in Königsberg und Potsdam, wo sie in 1912/13 auch wohnte. 1913 bestand sie ihre Prüfung zur Gewerbeschullehrerin. Während des Studiums trat sie 1911 einem marxistischen Studentenzirkel und im Jahr darauf der Sozialdemokratischen Partei Deutschlands (SPD) bei, die sie aber 1914 nach Beginn des Ersten Weltkriegs als Gegnerin der Burgfriedenspolitik wieder verließ.
Während des Krieges arbeitete sie ab 1915 als Lehrerin im städtischen Fortbildungswesen in Berlin. Dort lernte sie Hermann Duncker und dessen Frau Käte Duncker kennen, mit denen sie im darauffolgenden Jahr in der Spartakusgruppe zusammenarbeitete, einem Zusammenschluss internationalistischer Sozialdemokraten, der den Widerstand gegen den Krieg zu organisieren versuchte. Während der Novemberrevolution war sie als Kurierin für die Zentrale des Spartakusbundes tätig und nahm an der Ausrufung der sozialistischen Republik durch Karl Liebknecht vom Portal des Berliner Schlosses am 9. November 1918 teil. Nach eigener Aussage war sie auch am Druck der Erstausgabe der Roten Fahne in der besetzten Druckerei des Berliner Lokal-Anzeigers beteiligt, wo sie Rosa Luxemburg begegnete. Mit Gründung der Kommunistischen Partei Deutschlands (KPD) am 1. Januar 1919 trat sie in die Partei ein und nahm in den Tagen darauf an dem dramatisch gescheiterten Januaraufstand teil. Im Februar 1919 verbrachte sie zehn Tage in Haft und lebte nach ihrer Entlassung illegal in Berlin.
Im April 1919 nahm sie zusammen mit Willi Budich und Eugen Levine am Aufbau der Bayerischen Räterepublik in München teil. Nachdem Budich im Zuge der Zerschlagung der Republik durch rechte Freikorps in Haft geraten war, erhielt Pulewka den Auftrag, ihn zu befreien, und konnte ihm zur Flucht verhelfen. Am 10. November 1919 führte sie zusammen mit Arthur Pieck und anderen eine ebenfalls erfolgreiche Befreiungsaktion für Wilhelm Pieck, der im Moabiter Reichsmilitärgericht in Berlin inhaftiert war, durch. Noch im gleichen Jahr wurde Pulewka fristlos aus dem Schuldienst entlassen.

### In der Sowjetunion und Exilzeit

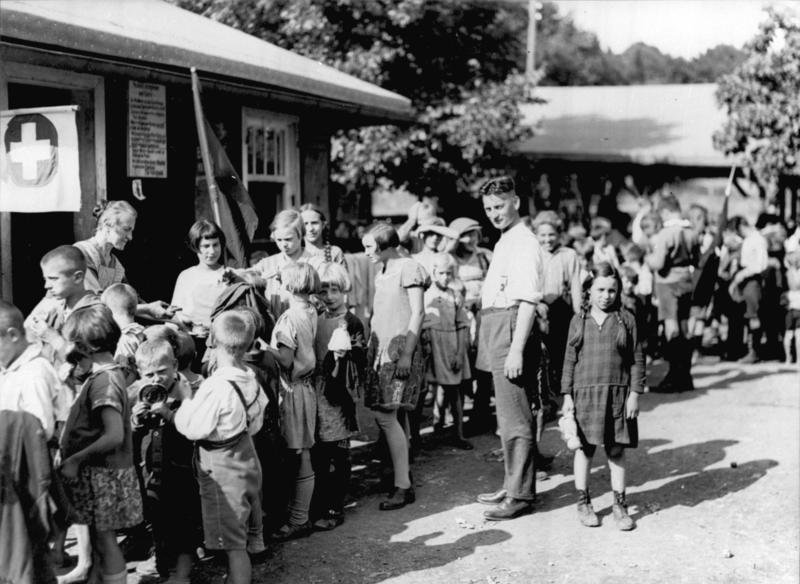
Kinderkolonie der IAH in Stuttgart-Sillenbuch, 1926

Unter dem Bedrohungsszenario einer erneuten Verhaftung tauchte Pulewka 1921 bei Käte und Hermann Duncker in Siebleben bei Gotha unter, wo sie die Kinder der Familie unterrichtete. Im gleichen Jahr trat sie angesichts eines Aufrufs Lenins, der anlässlich einer Dürre- und Hungerkatastrophe im Wolgagebiet (Hungersnot in Sowjetrussland 1921–1922) um internationale Unterstützung warb, der Internationalen Arbeiterhilfe (IAH) bei. 1922 erhielt sie den Auftrag der KPD, in die Sowjetunion zu emigrieren, um beim Aufbau einer Kinderkolonie der IAH mitzuhelfen. Von 1922 bis 1923 leitete sie die Kinderkolonie Karl Liebknecht – Rosa Luxemburg bei Tscheljabinsk und arbeitete 1924 als Hauswirtschafterin in einem Landwirtschaftsbetrieb der IAH. In den Jahren 1925 bis 1927 beteiligte sie sich am Aufbau der landwirtschaftlichen Kommune Internationale bei Kurgan in Sibirien. Ebenfalls 1925 wurde sie in die Kommunistische Partei der Sowjetunion (KPdSU) aufgenommen.
Zwischen 1927 und 1931 arbeitete sie als Deutschlehrerin an einer städtischen Schule im kasachischen Alma Ata und leitete von 1931 bis 1932 die Abteilung für Annahme, Entlassung und Verteilung der Arbeitskräfte des großen Staatsgutes Kok-cu im zentralasiatischen Altai-Gebirge. An der Hochschule der Gewerkschaftsbewegung beim Zentralgewerkschaftsrat in Moskau gab sie von 1932 bis 1936 Deutschunterricht, ebenso 1936/1937 am Allunionsinstitut für Journalisten sowie von 1937 bis 1941 an einer Moskauer Mittelschule. Nach dem Überfall Deutschlands auf die Sowjetunion im Zweiten Weltkrieg wurde sie 1941 in den Norden Kasachstans nahe Qaraghandy zwangsevakuiert, wo sie in der Kolchose Neues Sein arbeitete, nachdem ihr trotz einer Krankenschwesterausbildung aus Altersgründen eine Aufnahme in die Rote Armee verwehrt worden war.

### Rückkehr in die SBZ und Wirken in der DDR
1946 übersiedelte Lotte Pulewka in die SBZ nach Potsdam, wo sie als Übersetzerin und Sachbearbeiterin beim Provinzialverband der KPD Brandenburg tätig war. Im Anschluss an diese Tätigkeit arbeitete sie bei der brandenburgischen Landesleitung der KPD in der Abteilung Agitation und Propaganda, bis sie nach der Zwangsvereinigung von SPD und KPD zur SED 1946 bei der Potsdamer Bezirksleitung der Partei als Bibliothekarin eingesetzt wurde. 1958 wurde sie Mitglied der Bezirksleitung der Pionierorganisation Ernst Thälmann in Potsdam. Im Rahmen diverser Veranstaltungen für Jungpioniere, Angehörige der FDJ und NVA stellte sie als Zeitzeugin immer wieder die Geschehnisse der Novemberrevolution, die Befreiung Piecks und das Leben in der Sowjetunion dar.
Lotte Pulewka verstarb am 6. November 1966. Ihre Urne wurde im Ehrenhain für verdiente Sozialisten auf dem Neuen Friedhof in Potsdam beigesetzt.

## Ehrungen
Pulewka war Trägerin folgender Auszeichnungen:
- Vaterländischer Verdienstorden der Stufe Silber
- Vaterländischer Verdienstorden der Stufe Bronze
- Medaille für die Teilnahme an den bewaffneten Kämpfen der deutschen Arbeiterklasse in den Jahren 1918 bis 1923
- Medaille für Kämpfer gegen den Faschismus 1933 bis 1945
- Goldene Ehrennadel der Gesellschaft für Deutsch-Sowjetische Freundschaft
- Artur-Becker-Medaille der FDJ
- Medaille des Zentralrates der FDJ

In den brandenburgischen Gemeinden Geltow (1967) und Cottbus (1970) wurden zwei Kinderheime sowie in Potsdam (1976) die 41. Oberschule nach ihr benannt. Auf dem Gelände des Kinderheims in Geltow wurde ein Ehrenhain für Pulewka errichtet. Am zum Hain gehörigen Gedenkstein fanden Lotte-Pulewka-Treffen der FDJ mit Kranzniederlegungen statt. Seit 1973 gibt es im damals neu entstandenen Potsdamer Stadtteil Zentrum-Ost eine Straße, die ihren Namen trägt.